# Rhacophorus monticola
Rhacophorus monticola är en groddjursart som beskrevs av George Albert Boulenger 1896. Rhacophorus monticola ingår i släktet Rhacophorus och familjen trädgrodor. IUCN kategoriserar arten globalt som nära hotad. Inga underarter finns listade i Catalogue of Life.